# Coupe de Tunisie de football 1947-1948
Navigation
Coupe de Tunisie 1946-1947 Coupe de Tunisie 1948-1949
La Coupe de Tunisie de football 1947-1948 est la 20e édition de la coupe de Tunisie. Elle est organisée par la Ligue de Tunisie de football. Le Club sportif de Hammam Lif, détenteur du titre, réussit l’exploit de le conserver tout en évoluant, cette fois en championnat, en quatrième division. Il est invaincu depuis deux ans dans les deux compétitions.

## Résultats

### Huitièmes de finale
| Équipe 1                      | Équipe 2                       | Score 90' |
| Union sportive de Ferryville  | Espérance sportive             | 1 - 0     |
| Patrie Football Club bizertin | Grombalia Sports               | 2 - 0     |
| Club sportif de Hammam Lif    | Club africain                  | 2 - 1     |
| Club tunisien                 | Stade africain de Ferryville   | 3 - 2     |
| Club sportif gabésien         | Association sportive française | 5 - 2     |
| Club athlétique bizertin      | Union sportive tunisienne      | 1 - 0     |
| Sfax railway sport            | Union sportive béjoise         | 1 - 0     |
| Étoile sportive du Sahel      | Onze noirs                     | 3 - 0     |

### Quarts de finale
| Équipe 1                      | Équipe 2                     | Score 90'                   |
| Patrie Football Club bizertin | Union sportive de Ferryville | 1 - 1 puis 1 - 1 puis 2 - 1 |
| Étoile sportive du Sahel      | Club sportif gabésien        | 3 - 2                       |
| Club sportif de Hammam Lif    | Club athlétique bizertin     | 5 - 0                       |
| Sfax railway sport            | Club tunisien                | 2 - 0                       |

### Demi-finales
| Équipe 1                      | Équipe 2                 | Score 90'                   |
| Club sportif de Hammam Lif    | Sfax railway sport       | 1 - 1 puis 0 - 0 puis 1 - 0 |
| Patrie Football Club bizertin | Étoile sportive du Sahel | 2 - 1                       |

### Finale
| Équipe 1                   | Équipe 2                      | Score 90' |
| Club sportif de Hammam Lif | Patrie Football Club bizertin | 2 - 0     |

Les buts de la finale sont marqués par Mustapha Mennaoui et Abdelaziz Ben Tifour (CSHL).